# Koszmosz–370
A Koszmosz–370 (oroszul: Космос 370) Koszmosz műhold, a szovjet műszeres műhold-sorozat tagja. Manőverezésre képes Zenyit-4M felderítő műhold.

## Küldetés
A Zenyit–2M (11F691) továbbfejlesztett, nagyobb felbontású fényképezőgéppel ellátott, harmadik generációs műhold, katonai és állami célokat szolgált.

## Jellemzői
Az OKB–1 tervezőirodában fejlesztették ki, sorozatgyártásuk Kujbisevben folyt. Üzemeltette a Honvédelmi Minisztérium (oroszul: Министерство обороны – МО).
Megnevezései: Koszmosz–370; Космос 370; Bion (Бион); COSPAR: 1970-082A; Kódszáma: 4576.
1970. október 8-án a Bajkonuri űrrepülőtér indítóállomásról, az LC–31 (LC–Launch Complex) jelű indítóállványról egy Voszhod (11A57) típusú hordozórakétával juttatták alacsony Föld körüli pályára (LEO = Low-Earth Orbit). Az orbitális egység pályája 89,30 perces, 64,9 fokos hajlásszögű, elliptikus pálya perigeuma 201 kilométer, apogeuma 286 kilométer volt.
Tömege 6300 kilogramm. A sorozat felépítését, szerkezetét, alapvető fedélzeti rendszereit tekintve egységesített, szabványosított űreszköz. Áramforrása kémiai akkumulátorok, szolgálati élettartama 24 nap.
1970. október 22-én, 13 nap (0,03 év) szolgálati idő után, földi parancsra belépett a légkörbe és hagyományos – ejtőernyős leereszkedés – módon visszatért a Földre.